# Rational rose
IBM Rational Rose — об'єктно-орієнтований CASE-засіб проектування інформаційних систем. Саме компанія Rational Software Corp. в особі Граді Буча і Джеймса Рамбо стала ініціатором уніфікації мови візуального моделювання в рамках консорціуму OMG і першою розробила CASE-систему, в якій мову UML було визначено як базову нотацію візуального моделювання. Усе це зумовило функціональні можливості системи та її провідну роль серед аналогів на ринку інструментальних засобів аналізу і проектування. Нині IBM Rational Rose є інтегрованим засобом проектування архітектури, аналізу, моделювання та розробки ІС.

## Функціональні можливості
Серед функціональних можливостей Rational rose:
- проектування систем будь-якої складності — від інтерфейсу програми або схеми бази даних до схеми системи автоматизації підприємства;
- підтримка мови UML у нотації Unified (уніфікованій), Г. Буча (Booch) або ОМТ (Object Model Template — шаблон об'єктної моделі);
- можливості автоматичного контролю, у тому числі перевірки відповідності двох моделей;
- надання розгорнутої інформації про проект (сумісно із засобами документування, зокрема SoDA);
- кодогенерування (стандартний список модулів включає C++, ADA, CORBA, Visual Basic, XML, COM, Oracle);
- зворотне проектування наявних систем.

Інші важливі характеристики:
- зручний графічний інтерфейс, відкритий для доповнень. Зокрема, відкритість архітектури дає можливість включити підтримку мов програмування, не передбачених стандартною поставкою, наприклад мови Assembler, для чого достатньо написати додатковий модуль;
- багатоплатформовість;‘
- інтеграція з Microsoft Visual Studio з використанням бібліотеки активних шаблонів ATL (Microsoft Active Template Library), Web-класів, DHTML і протоколів доступу до різних баз даних;
- можливість інтеграції з іншими інструментальними засобами, що підтримують життєвий цикл програмних систем, зокрема із засобами керування вимогами (IBM Rational RequisitePro), тестування (SQA Suite, Performance Studio), конфігураційного керування (IBM Rational ClearCase, PVCS);
- підтримка технологій MTS (Microsoft Transaction Server) і ADO (ActiveX Data Objects) на рівні шаблонів і початкового коду, а також елементів технології Microsoft COM+ (DCOM);
- повна підтримка компонентів CORBA і J2EE, включно з реалізацією технології компонентної розробки додатків CBD (ComponentBased Development), мови визначення інтерфейсу IDL (Interface Definition Language) і мови визначення даних DDL (Data Definition Language);
- повна підтримка середовища розробки Java-додатків, включаючи кодогенерування і зворотний інжиніринг класів Java формату JAR, а також роботу з файлами формату CAB і ZIP.

## Користувачам
Користувачі IBM Rational Rose можуть виступати проектувальники (а з ними і замовники, майбутні користувачі), аналітики, розробники ІС. Орієнтація на розробника (програміста) вирізняє IBM Rational Rose з-поміж інших засобів проектування.

## Переваги використання
Перевагами використання Rational rose виступають:
- скорочення циклу розробки додатка «замовник — програміст — замовник»;
- збільшення продуктивності роботи програмістів за рахунок зменшення ручного кодування, кількості помилок і тривалості відладки;
- поліпшення користувацьких якостей створюваних систем за рахунок орієнтації на користувачів і бізнес;
- здатність вести великі проекти і групи проектів;
- можливість повторного використання вже розроблених проектних рішень;
- забезпечення взаємодії різних учасників проекту.

У IBM Rational Rose робота з моделлю системи відбувається за допомогою чотирьох подань (видів, View):
- Use Case View — опис проекту з погляду його використання. Може містити варіанти використання, діючих осіб, зв'язки комунікації між варіантами використання і діючими особами, зв'язки використання і розширення між варіантами використання, зв'язки узагальнення діючих осіб, діаграми варіантів використання, у деяких випадках — діаграми послідовності й кооперативні діаграми;
- Logical View — опис логіки реалізації поведінки, описаної у варіантах використання. Може містити класи, їхні властивості і методи, відношення між класами, діаграми класів, діаграми взаємодії, діаграми станів, пакети, що є групами взаємозалежних класів;
- Component View — опис компонентів проекту, модулі і залежності між ними, переходи від головної програми до підпрограм. Може містити компоненти, діаграми компонентів, пакети, що є групами зв'язаних компонентів;
- Deployment View — розташування фізичних пристроїв і зв'язків між ними. Може містити процеси, процесори, пристрої, діаграми розміщення.

У кожному з цих видів за умовчанням розробляється головна діаграма (Main), в якій відображається відповідна інформація, але можуть бути й інші діаграми. Крім того, у поданнях можна створювати додаткові типи діаграм.
Переважну частину роботи з IBM Rational Rose можна подати шляхом створення і модифікації діаграм.